# Данієль Єбоа
Даніє́ль Єбоа́ Тетші́ (фр. Daniel Yéboah Tétchi; нар. 13 листопада 1984 року, Дабу, Кот-д'Івуар) — івуарійський футболіст. Воротар збірної Кот-д'Івуару у період з 2003 по 2013 роки та івуарійського клубу «Вільямсвілль».

## Титули і досягнення
- Срібний призер Кубка африканських націй: 2012